# ウェスト・エンド・シアター

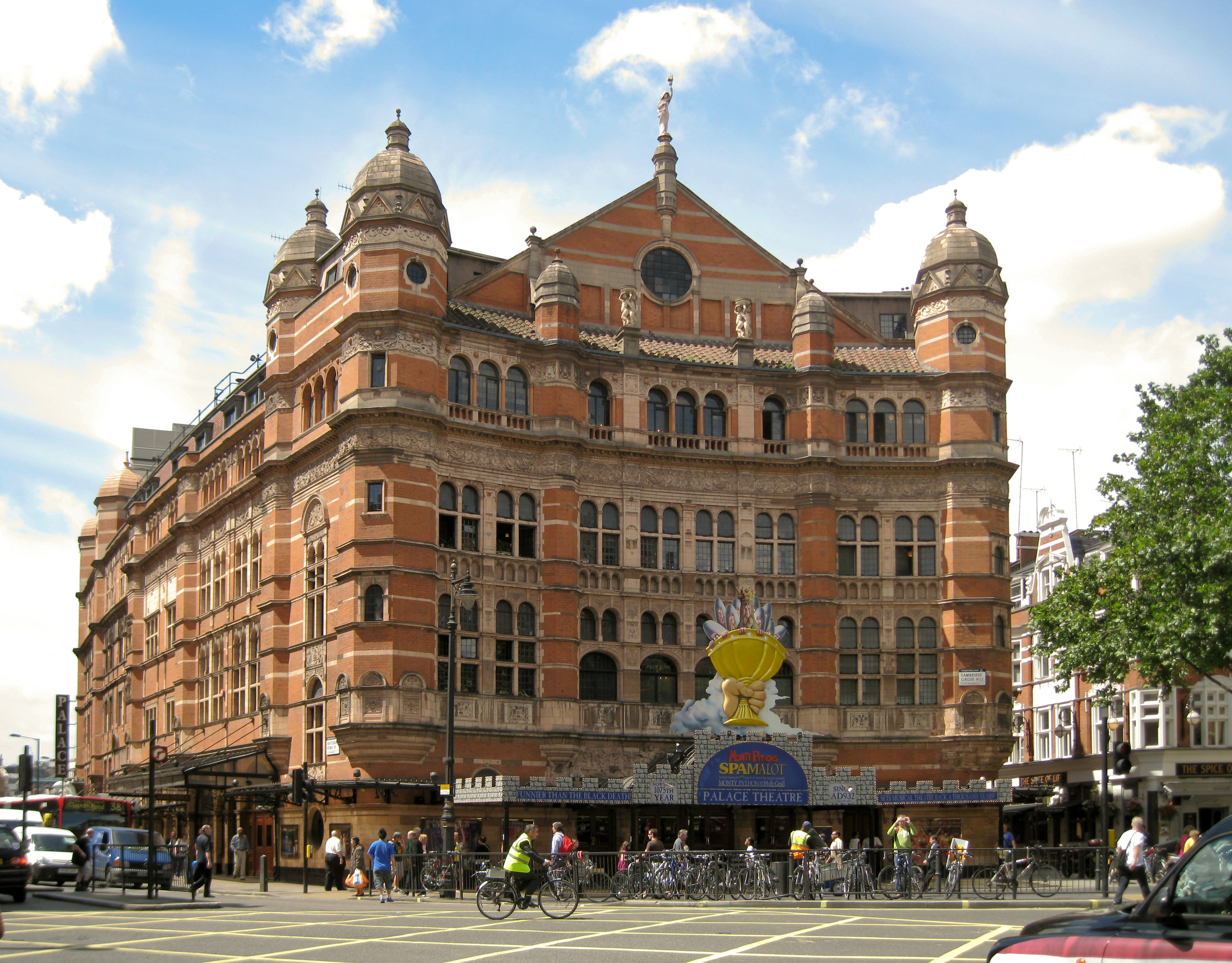
1891年建設されたロンドンのパレス・シアター

ウェスト・エンド・シアター（West End theatre）は、ロンドンのウェスト・エンド周辺の大規模な「劇場地区」を指す用語である。ニューヨークのブロードウェイ・シアターと並び、英語圏では商業演劇で最高峰のレベルにあると考えられている。ウェスト・エンドでの観劇は、ロンドンを訪れる観光客にとってポピュラーな観光目的となっている。
2013年には、チケットの売上高が1440万ポンドに達し、英語圏で最も多くの聴衆を集める場所となった。著名な映画俳優、イギリス国内外の俳優らもしばしばロンドンの舞台に登場している。

## 歴史
ロンドンにおける劇場文化が花開いたのはイギリスの宗教改革後のことである。1576年、シアター座と呼ばれる最初の常設の公衆劇場が、ショーディッチ地区にジェームズ・バーベッジによって建設された。その後まもなくしてカーテン座が完成。いずれの劇場も、ウィリアム・シェイクスピアの劇団が使用したことで知られている。1599年、シアター座は解体され、そこから得られた建材を使用して、シティ自治体の権限の及ばない新たな劇場地区であるサザークにグローブ座が建築された。1642年、これらの劇場はピューリタンにより閉鎖され、彼らの影響により1649年王位空位期間が訪れる。
1660年の王政復古後、デュークス・カンパニー及びキングス・カンパニーの2つの劇団が公演を行う許可を得る。公演は、ライル・テニスコート劇場など、元来別の用途で用いられていた建物を劇場に転用した場所で行われていた。最初のウェスト・エンドの劇場は、トマス・キリグルー設計によるブリッジズ・ストリートのシアターロイヤルとして知られる建物で、現在ドルリー・レーン王立劇場のある場所に建設された。1663年5月7日に開館するが、9年後に火災で焼失したため、クリストファー・レン設計により新たに建築され、ドルリー・レーン王立劇場と改称された。
ウェスト・エンドの外側では、イズリントンにサドラーズウェルズ劇場が1683年6月3日オープンする。この名称は、設立者であるリチャード・サドラーの名前と、この土地から僧院の泉（wells）が発見されたことにちなんで付けられたものである。演劇上演を行う許可を与えられていなかったことから、オペラの公演を行う「ミュージック・ハウス」として運営されていた。ウェスト・エンドでは、1720年12月29日、ヘイマーケット・シアターが現在の所在地より少し北側の位置に開館する。1732年12月7日、コヴェント・ガーデンにロイヤル・オペラ・ハウス開館。
勅許劇場である2つのカンパニーは、演劇上演を独占的に行う権限を19世紀まで保持し、その他の劇団は音楽のショー以外上演できなかった。もっとも、19世紀初頭までに、ミュージックホールのショーが人気となり、出演者たちは非勅許劇場にとってメロドラマのジャンルが規制の抜け穴になることに気付いた。メロドラマは音楽を伴うものであったため、特許法に違反しなかったのである。これらのショーは、当初パブに付属した大きなホールで行われていたが、次第にショーディッチのイースト・エンドやホワイトチャペルに専用劇場が建設され始めた。
たくさんの小規模な劇場やホールが開館するにつれ、ウェスト・エンドの劇場地区はその名を高めていった。1806年11月17日ストランドにアデルフィ・シアターが、1818年5月11日ウォータールー・ロードにオールド・ヴィック・シアターが開館する。1843年劇場法によって劇の上演の条件が緩和され、これによってウェスト・エンドの劇場地区はさらに拡大し、1870年4月16日にはストランドにヴォードヴィル・シアターがオープンする。それから数十年の間に、ウェスト・エンドには数多くの劇場が建設されることになる。1874年3月21日ピカデリーサーカスにクライテリオン・シアターが開館、1881年には、さらに二つの劇場が登場する。10月10日ストランドに開館したのはサヴォイ・シアターで、特にギルバート＆サリヴァンのコミック・オペラを上演するためにリチャード・ドイリー・カートによって建設された（より涼しく清潔な電気のライトが採用された初の劇場である）。その5日後レスター・スクウェアのパントン・ストリートにコメディ・シアター（現ハロルド・ピンター・シアター）がロイヤル・コメディ・シアターとして開館する。その3年後に名称が短縮されてコメディ・シアターと呼ばれるようになった。この劇場建設ブームは第一次世界大戦まで続く。
1950年～1960年代には、侍従長局による検閲を回避するため、多くの劇が演劇クラブを通じて制作された。1968年劇場法によって、イギリスにおける舞台の検閲はようやく廃止された。

## 劇場地区

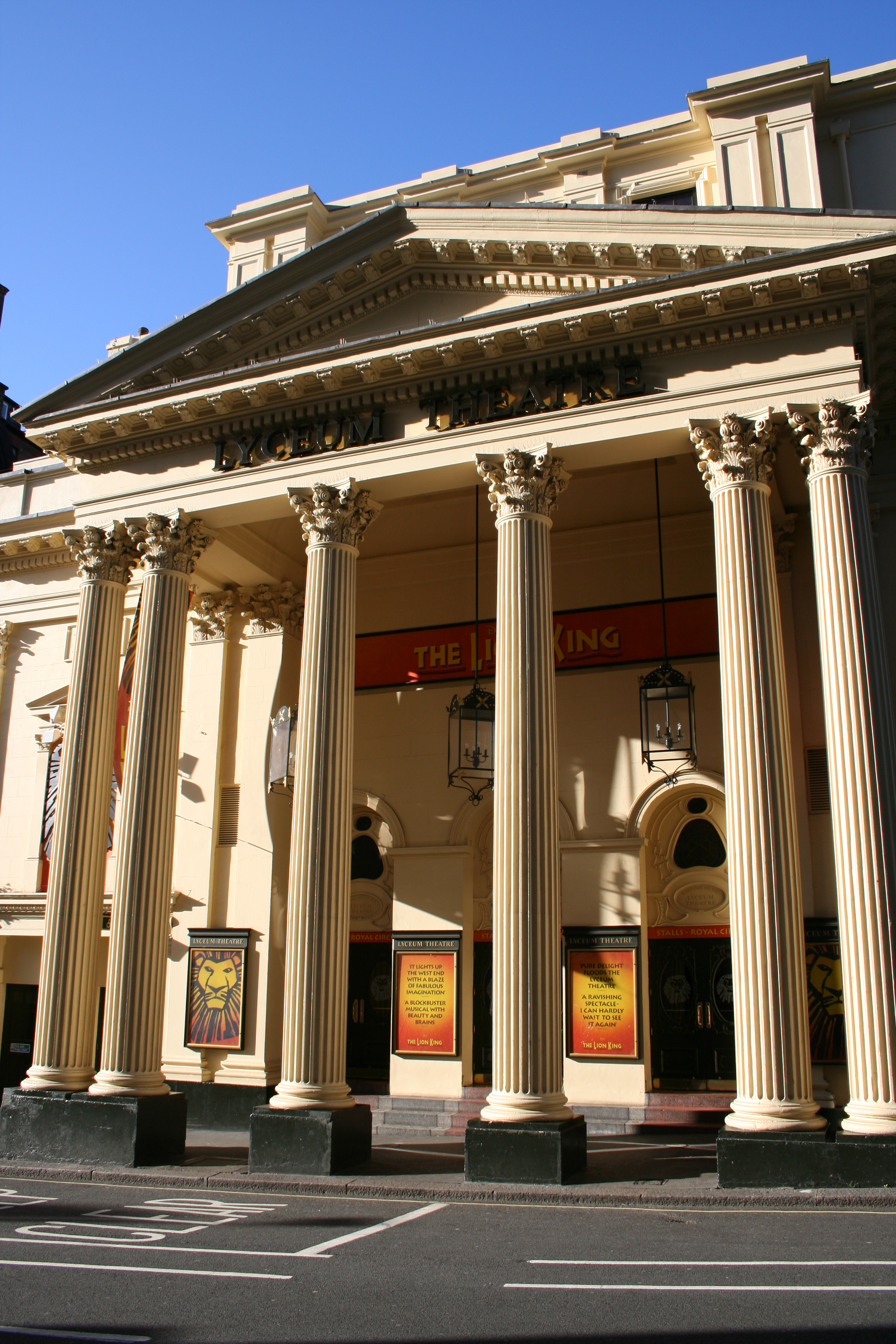
ディズニーのライオンキングが上演されているライシーアム劇場

ロンドンにおけるメインの「劇場地区」に属する建物はおよそ40にのぼり、ウェスト・エンドの中心周辺に位置している。伝統的には、南端がストランド、北端がオックスフォード・ストリート、西端がリージェント・ストリート、東端がキングスウェイとされているが、厳密にはこの地域から外れる場所に所在する周辺の劇場にも「ウェスト・エンド」とされるものはいくつかある（ウェストミンスターのアポロ・ヴィクトリア・シアターなど）。著名な劇場通りとしては、ドルリー・レーン、シャフツベリー・アヴェニュー、ストランドがある。上演されているのは、主にミュージカル、古典及び近代の戯曲、コメディのパフォーマンスである。
ウェスト・エンドにある劇場の多くは、後期ヴィクトリア様式又はエドワーディアン様式の建築で、私有のものである。その多くが建築的に優れ、壮大な新古典主義様式、ロマネスク様式、ヴィクトリア様式のファサード、豪華かつ細部まで趣向を凝らしたデザインと装飾とが、最大かつ最良の形で残されている。
しかし、古い建物であることから、足元が狭苦しい、バーやトイレのような設備が近代の劇場と比べてはるかに小さいといったことがしばしばある。建物が保存対象になっており、立地が狭い都心で、財政的にも制約があることから、快適さを上げるための大規模な工事を行うことが非常に困難になっている。2003年、シアターズ・トラストは、今後15年のうちに近代化のため、2億5000万ポンドが必要になると見積もった。そして、これらの劇場の客席のうち60％について、ステージが完全には見えない席であると発表した。劇場のオーナーたちは、工事のコストを賄うために税金の減免を求めたが、認められなかった。
2004年以降、しっくいの剥離による事故や、緊急の工事の必要が生じたことによる公演の中止が発生しており、2013年12月には、アポロ・シアターで、天井が崩落する事故に至った。当初起きていた事故では負傷者が出たものは1件しかなかったが、アポロ・シアターの事故では76人が負傷によって医学的な治療を受けることを余儀なくされた。
2012年には、総売上高が5億2978万7692ポンドで前年比0.27％増加、観客動員数が1399万2773人で前年比0.56％の増加となった。2013年には、売上高が11％増加し5億8550万6455ポンド、 集客数も増加し1458万7276人となった。これは公演数が前年比でわずかに減少している中での数字である。

## ロングラン公演

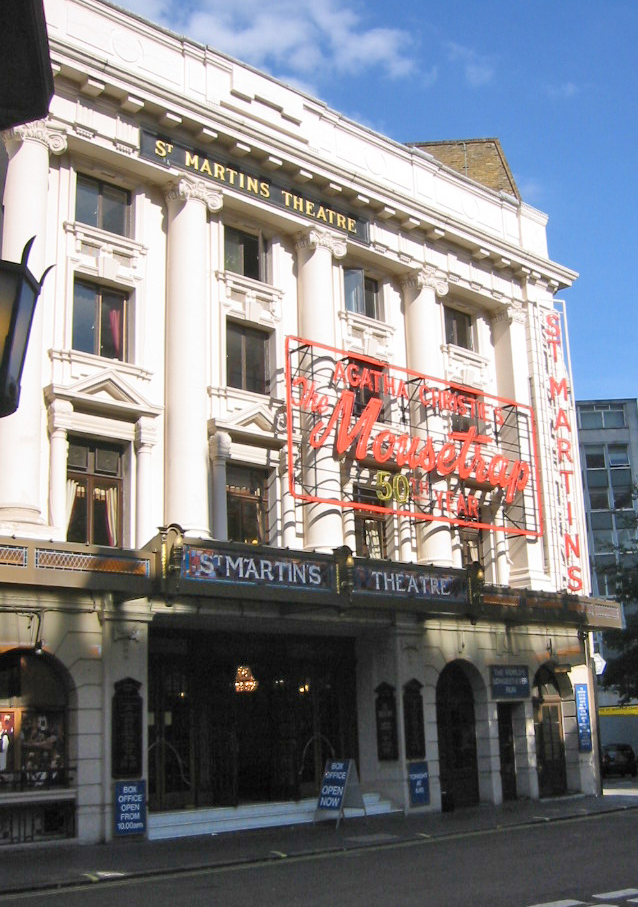
世界最長のロングラン記録を持つ『ねずみとり』の本拠地、セント・マーティンズ・シアター

ウェスト・エンドで行われるショーの上演期間は、そのチケットの売上げによって決まる。ウェスト・エンド史上最長のロングラン記録を持つミュージカルは『レ・ミゼラブル』で、2002年にクローズした上演年数21年、公演回数8949回のアンドリュー・ロイド・ウェバー作『キャッツ』が持っていた記録を2006年10月8日に抜いた。その他に、続いてキャッツの記録を抜いたロイド・ウェバー作『オペラ座の怪人』や、ウィリー・ラッセル作『ブラッド・ブラザーズ』といったロングラン作品がある。もっとも、世界最長のロングラン記録を持つのは、ミュージカルではなく、アガサ・クリスティ作の演劇『ねずみとり』であり、1952年から上演が続けられている。

## ウェスト・エンドの劇場一覧
| 劇場名                               | 所在地                             | 収容人数 | 所有/運営者                                       | 上演品目             |
| ------------------------------------ | ---------------------------------- | -------- | ------------------------------------------------- | -------------------- |
| アデルフィ・シアター                 | ストランド                         | 1436     | LWシアターズ / ネダーランダー・オーガニゼーション | ミュージカル         |
| オールドウィッチ・シアター           | オールドウィッチ                   | 1176     | ネダーランダー・オーガニゼーション                | ミュージカル         |
| アンバサダーズ・シアター             | ウェスト・ストリート               | 450      | スティーブン・ウェイリー＝コーエン                | フィジカル・シアター |
| アポロ・シアター (ロンドン)          | シャフツベリー・アヴェニュー       | 658      | ナイマックス・シアターズ                          | 演劇                 |
| アポロ・ヴィクトリア・シアター       | ウィルトン・ロード                 | 2384     | アンバサダー・シアター・グループ                  | ミュージカル         |
| アーツ・シアター                     | グレート・ニューポート・ストリート | 350      | JJ・グッドマン・リミテッド                        | 演劇                 |
| ケンブリッジ・シアター               | アーラム・ストリート               | 1283     | LWシアターズ                                      | ミュージカル         |
| クライテリオン・シアター             | ジェルマイン・ストリート           | 591      | クライテリオン・シアター・トラスト                | 演劇                 |
| ドミニオン・シアター                 | トテナム・コート・ロード           | 2001     | ネダーランダー・オーガニゼーション                | ミュージカル         |
| ダッチェス劇場                       | キャサリン・ストリート             | 494      | ナイマックス・シアターズ                          | 演劇                 |
| デューク・オブ・ヨークス劇場         | セント・マーティンズ・レーン       | 650      | アンバサダー・シアター・グループ                  | 演劇                 |
| フォーチュン・シアター               | ラッセル・ストリート               | 440      | アンバサダー・シアター・グループ                  | 演劇                 |
| ギャリック・シアター                 | チャリング・クロス・ロード         | 718      | ナイマックス・シアターズ                          | 特別                 |
| ギールグッド・シアター               | シャフツベリー・アヴェニュー       | 889      | デルフォント・マッキントッシュ・シアターズ        | 演劇                 |
| ハロルド・ピンター・シアター         | パントン・ストリート               | 796      | アンバサダー・シアター・グループ                  | 演劇                 |
| ヒズ・マジェスティーズ劇場           | ヘイマーケット                     | 1161     | LWシアターズ                                      | ミュージカル         |
| ロンドン・パラディウム               | アーガイル・ストリート             | 2286     | LWシアターズ                                      | ミュージカル         |
| ライシーアム劇場                     | ウェリントン・ストリート           | 2100     | アンバサダー・シアター・グループ                  | ミュージカル         |
| リリック・シアター                   | シャフツベリー・アヴェニュー       | 915      | ナイマックス・シアターズ                          | ミュージカル         |
| ジリアン・リン・シアター             | ドルリー・レーン                   | 1108     | LWシアターズ                                      | ミュージカル         |
| ノエル・カワード・シアター           | セント・マーティンズ・レーン       | 872      | デルフォント・マッキントッシュ・シアターズ        | ミュージカル         |
| ノヴェロ・シアター                   | オールドウィッチ                   | 1143     | デルフォント・マッキントッシュ・シアターズ        | ミュージカル         |
| パレス・シアター                     | シャフツベリー・アヴェニュー       | 1400     | ナイマックス・シアターズ                          | 演劇                 |
| フェニックス・シアター               | チャリング・クロス・ロード         | 1000     | アンバサダー・シアター・グループ                  | ミュージカル         |
| ピカデリー・シアター                 | デンマン・ストリート               | 1200     | アンバサダー・シアター・グループ                  | ミュージカル         |
| プレイハウス・シアター               | クレイヴン・ストリート             | 786      | アンバサダー・シアター・グループ                  | 演劇                 |
| プリンス・エドワード・シアター       | オールド・コンプトン・ストリート   | 1618     | デルフォント・マッキントッシュ・シアターズ        | ミュージカル         |
| プリンス・オブ・ウェールズ・シアター | コヴェントリー・ストリート         | 1160     | デルフォント・マッキントッシュ・シアターズ        | ミュージカル         |
| ソンドハイム・シアター               | シャフツベリー・アヴェニュー       | 1099     | デルフォント・マッキントッシュ・シアターズ        | ミュージカル         |
| サヴォイ・シアター                   | ストランド                         | 1158     | アンバサダー・シアター・グループ                  | ミュージカル         |
| シャフツベリー・シアター             | シャフツベリー・アヴェニュー       | 1400     | ザ・シアター・オブ・コメディ・カンパニー          | ミュージカル         |
| セント・マーティンズ・シアター       | ウェスト・ストリート               | 550      | スティーブン・ウェイリー＝コーエン                | 演劇                 |
| ドルリー・レーン王立劇場             | キャサリン・ストリート             | 2196     | LWシアターズ                                      | ミュージカル         |
| ヘイマーケット王立劇場               | ヘイマーケット                     | 888      | クラウン・エステート                              | 演劇                 |
| トラファルガー・スタジオ             | ホワイトホール                     | 380      | アンバサダー・シアター・グループ                  | 演劇                 |
| ヴォードヴィル・シアター             | ストランド                         | 681      | ナイマックス・シアターズ                          | 演劇                 |
| ヴィクトリア・パレス・シアター       | ヴィクトリア・ストリート           | 1517     | デルフォント・マッキントッシュ・シアターズ        | ミュージカル         |
| ウィンダムズ・シアター               | セント・マーティンズ・コート       | 750      | デルフォント・マッキントッシュ・シアターズ        | 演劇                 |

## ロンドンの非商業劇場

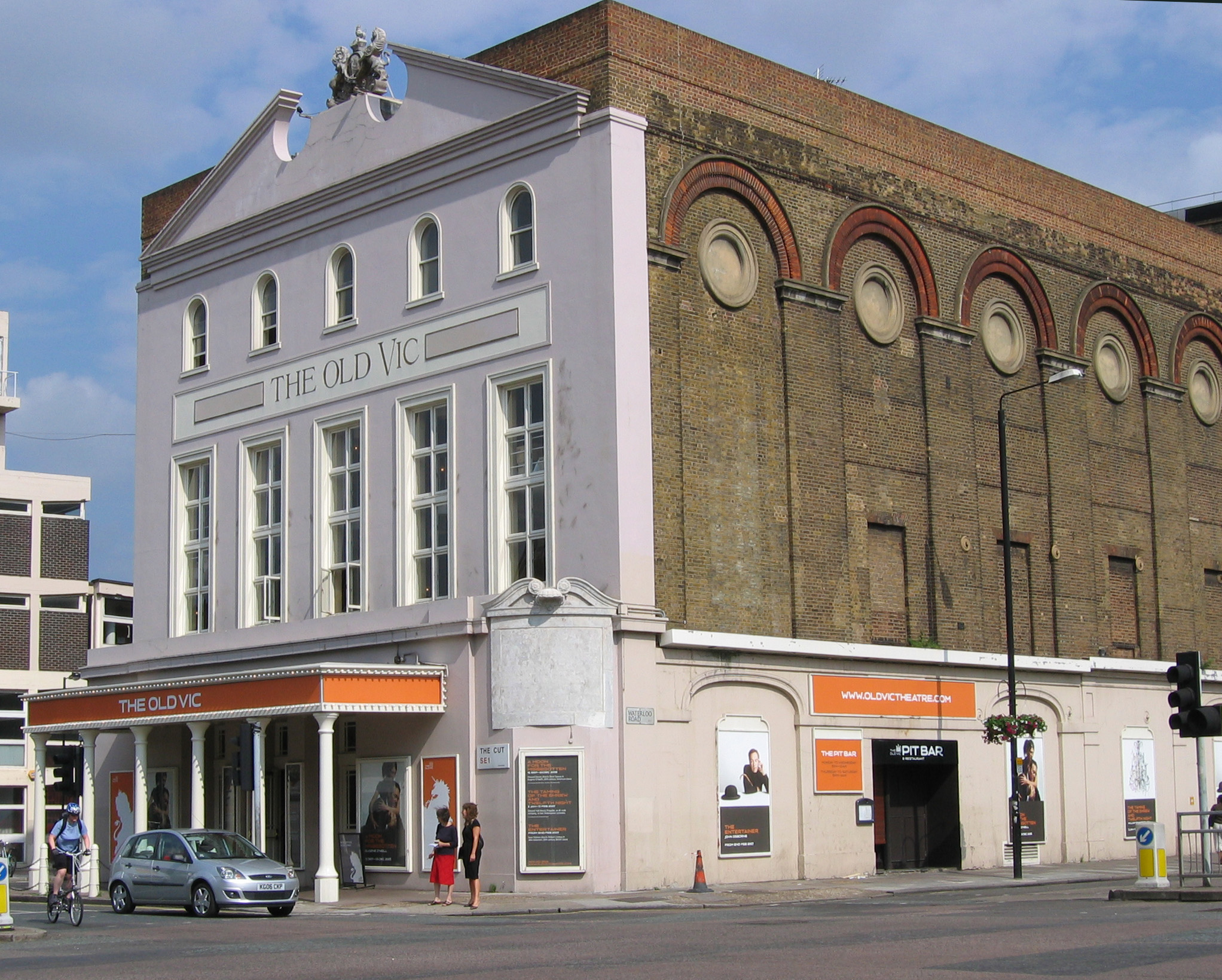
オールド・ヴィック・シアター外観

「ウェスト・エンド・シアター」という用語は、特に劇場地区の商業的プロダクションを指すものとして一般的に使用されている。もっとも、ロンドンの優れた非商業的な公演を行う劇場は、芸術的に高い評価を受けている。そのような劇場には、ロイヤル・ナショナル・シアター、バービカン・センター、 シェイクスピアズ・グローブ、オールド・ヴィック・シアター、リージェンツ・パーク野外劇場などがある。これらの劇場では、純粋な演劇、シェイクスピア等の古典演劇、新進気鋭の脚本家の新作といった公演を多く行っている。非商業劇場で成功を収めた作品は、ときにウェスト・エンドに場所を移し、延長して上演されることがある。
ロイヤル・オペラ・ハウスは、パリオペラ座ガルニエ宮、スカラ座、メトロポリタン歌劇場と肩を並べる世界でも一流のオペラハウスとして広く認められている。その所在地から、コヴェントガーデンという通称で知られている。ロイヤル・オペラ、 ロイヤル・バレエ団、交響楽団の本拠地となっており、世界中からオペラ、バレエの客演者やカンパニーを招聘して公演を実施している。
同様に、ロンドン・コロシアムは、イングリッシュ・ナショナル・オペラの本拠地となっている。イングリッシュ・ナショナル・バレエもこの劇場をロンドンにおける拠点としており、ツアーに出ていないときは、ここでシーズン中の通常の公演を行っている。
ピーコック・シアターは、劇場地区のはずれに位置している。現在は、ロンドン・スクール・オブ・エコノミクスが所有者となっており、サドラーズ・ウェルズ劇場が代わってダンスの夕べといった催しをここで行っている。

## その他のロンドンの劇場
ロンドンでは、ウェスト・エンドの外でも数多くの劇場公演が行われている。その多くは、フリンジ・シアターとして知られる、ニューヨークにおけるオフ・ブロードウェイやオフ・オフ・ブロードウェイに相当するものである。その中には、ブッシュ・シアターやドンマー・ウェアハウスといった劇場がある。このような小劇場には、設備がきちんと整ったものから、パブの上階の部屋といったものまである。そこで上演されているのも、古典演劇からキャバレーやマイノリティを対象とした言語で演じられる作品まで多様であり、出演者の範囲も頭角を現しつつある若手のプロからアマチュアまで様々である。
グレーター・ロンドン内には、リリック・シアター、ローズ・シアター、ニュー・ウィンブルドン・シアター、ウェストミンスターのルドルフ・シュタイナー・シアター、クロイドンのアシュクロフト・シアター、サットンのセクーム・シアター、ブロムリーのチャーチル・シアターなどがある。

## 受賞
ロンドンの劇場で卓越した業績を上げたものに対して与えられる賞として、以下のようなものがある。
- ローレンス・オリヴィエ賞
- イブニング・スタンダード・シアター・アワード
- ワッツオンステージ・アワード
- ロンドン劇場批評家協会賞
- ナショナル・ダンス・アワード
- ウェスト・エンド・ケアーズ・アワード
- ウェスト・エンド・フレーム・アワード